# Dolophones tuberculata
Dolophones tuberculata là một loài nhện trong họ Araneidae.
Loài này thuộc chi Dolophones. Dolophones tuberculata được Eugen von Keyserling miêu tả năm 1886.